# Каццаго-Сан-Мартіно
Каццаго-Сан-Мартіно, Каццаґо-Сан-Мартіно (італ. Cazzago San Martino) — муніципалітет в Італії, у регіоні Ломбардія, провінція Брешія.
Каццаго-Сан-Мартіно розташоване на відстані близько 460 км на північний захід від Рима, 70 км на схід від Мілана, 17 км на захід від Брешії.
Населення — 10 967 осіб (2014).
Щорічний фестиваль відбувається 2 квітня. Покровитель — San Francesco di Paola.

## Демографія
Населення за роками:

Станом на 1 січня 2023 року в муніципалітеті офіційно проживав 651 іноземець з 50 країн, серед них 110 громадян країн Євросоюзу та 43 громадяни України.

## Сусідні муніципалітети
- Адро
- Корте-Франка
- Ербуско
- Пассірано
- Оспіталетто
- Ровато
- Травальято